# Portosantorall
Portosantorall (Rallus adolfcaesaris) är en förhistorisk utdöd fågel i familjen rallar inom ordningen tran- och rallfåglar. 

## Tidigare förekomst
Fågeln är en av fem förhistoriska rallarter som beskrevs 2015 utifrån subfossila lämningar funna i Makaronesien. Denna förekom på ön Porto Santo, Madeira. Den försvann förmodligen snabbt efter människans ankomst och införseln av invasiva djurarter till ön.

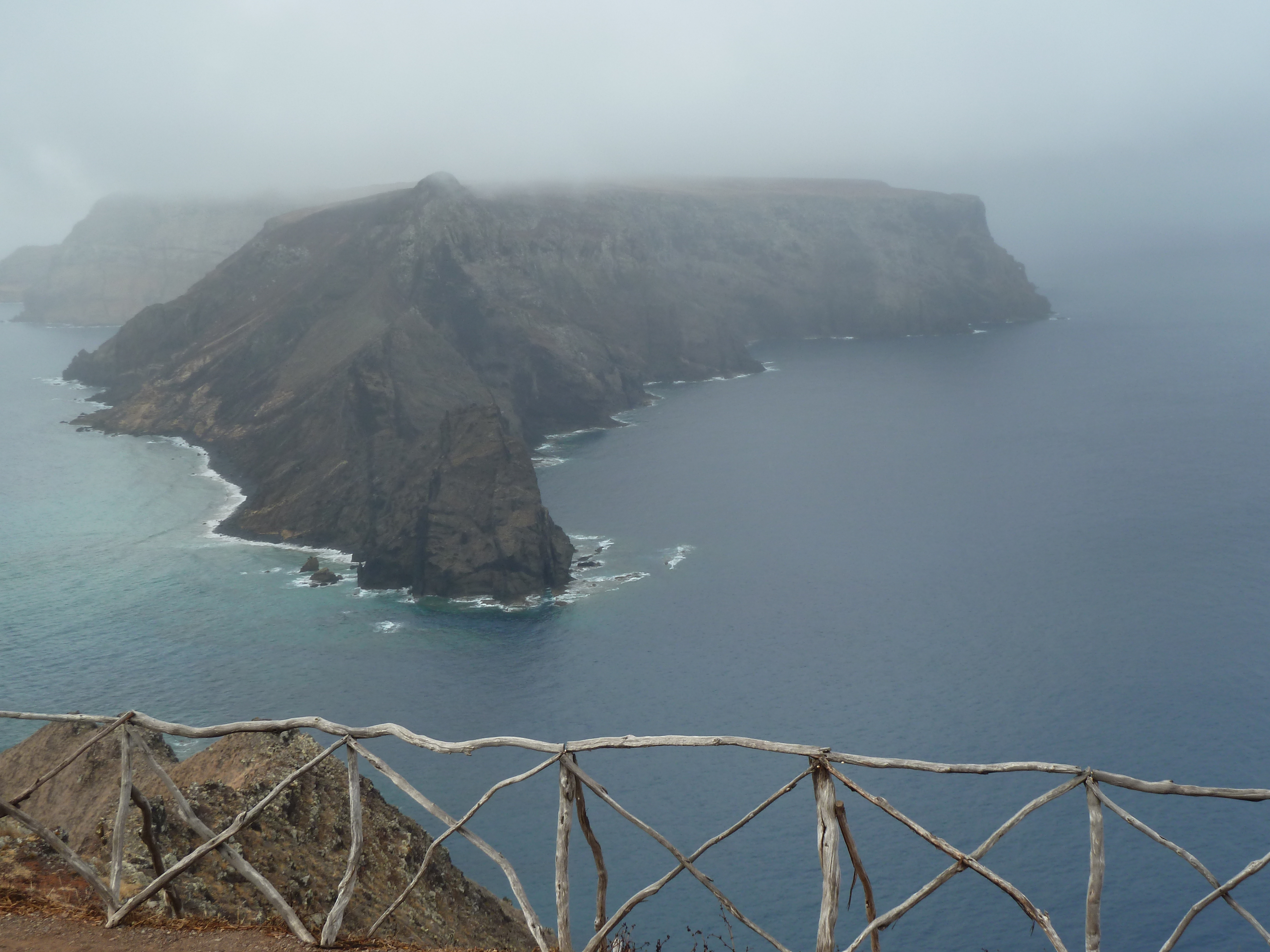
Ön Porto Santo där fågelns lämningar hittats.

## Kännetecken
Portosantorallen var mindre än vattenrallen som den tros härstamma från, med relativt tunna ben och korta vingar, dock längre än hos madeirarallen. Liksom denna tyder benproportionerna på att den var marklevande och långsam i rörelserna.